# Leandro de Deus Santos
Léandro (bürgerlich Léandro de Deus Santos; * 26. April 1977 in Belo Horizonte) ist ein brasilianischer Fußballspieler. Er spielte im Mittelfeld beim deutschen Erstligisten Borussia Dortmund, kehrte dann aber wieder zu seinem vorigen Verein Atlético Mineiro zurück.

## Leben und Karriere
Léandro de Deus Santos wuchs als erster von sechs Brüdern in einer Favela der Millionenmetropole Belo Horizonte auf. Er begann bereits mit vier Jahren mit dem Fußballspielen. Auch seine Brüder Lucas und Leonardo wurden Fußballprofis, Léandro spielte von 2002 bis 2004 zusammen mit Dedé bei Borussia Dortmund, wo er meistens in der Amateurmannschaft als Mittelfeldspieler eingesetzt wurde.
Mit neun Jahren bestritt er mit Soares, der später als Lincoln ebenfalls professionell Fußball spielte, und seinem Bruder Dedé gemeinsam ein Probetraining bei Atlético Mineiro.

## Bundesligakarriere
Mit 25 Jahren begann er seine Profikarriere bei Borussia Dortmund. Für den BVB absolvierte er zwölf Ligaspiele, in denen ihm zwei Tore gelangen.
Bei den Amateuren erzielte Leandro in 35 Spielen acht Tore.

## Erfolge
- 1× Platz 2 2003 mit Borussia Dortmund im Ligapokal
- 1× Platz 3 2003 mit Borussia Dortmund in der Bundesliga